# Catocala omphale
Catocala omphale är en fjärilsart som beskrevs av Butler 1881. Catocala omphale ingår i släktet Catocala och familjen nattflyn. Inga underarter finns listade i Catalogue of Life.